# 張惟學
張惟學（16世紀—17世紀），字淑颜，號霍巖，山西汾州人，軍籍，明朝政治人物。同进士出身。

## 生平
二月初五日生，治書经。萬曆二十二年（1594年）甲午科山西乡试第七名举人，二十三年（1595年）乙未科會試第一百五十二名，廷試三甲第五十名进士，工部觀政，本年六月授陕西高陵县知县，二十四年丁憂，二十七年補官山東安丘县知县。

## 家族
曾祖张廷富。祖张朝相。父张敏。母武氏。具庆下。娶朱氏。子鹏羽、鹗羽。